# Bartholomew Lloyd
Bartholomew Lloyd   (New Ross, 5 de febrer de 1772 - Dublín, 24 de novembre de 1837) va ser un matemàtic irlandès que va ser Provost (rector) del Trinity College (Dublín).

## Vida i obra
El seu pare va morir quan era nen i el seu oncle, qui es va fer càrrec d'ell, va morir poc després. El 1787 va ingressar al Trinity College (Dublín) com alumne pensionat, el que volia dir que s'havia de fer càrrec del seu manteniment. El 1792 es va graduar i el 1796 va obtenir el seu Master of Arts, a més de ser nomenat junior fellowship.

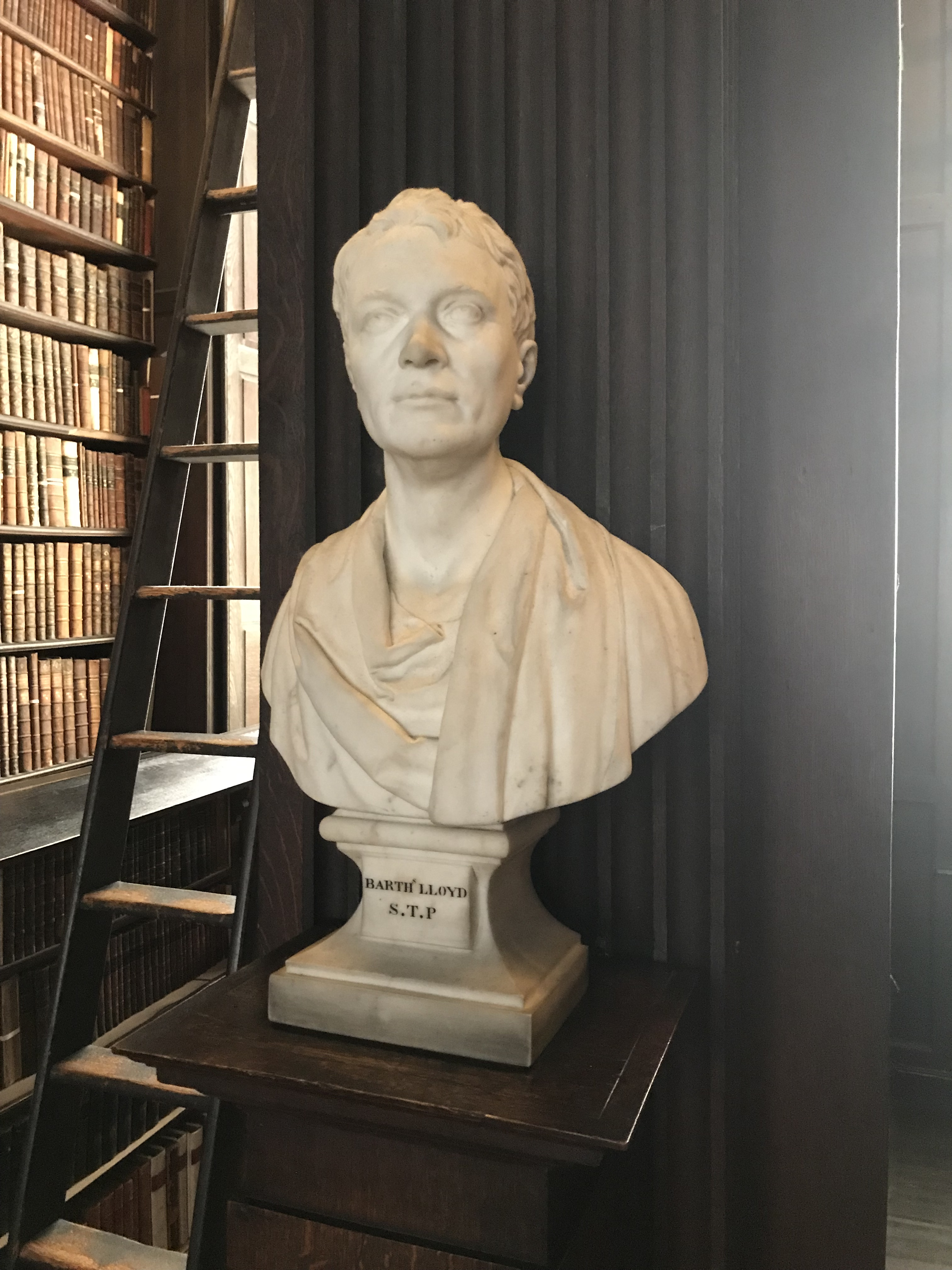
Bust de Lloyd a la biblioteca del Trinity College (Dublín).

El 1812 va ser nomenat professor de matemàtiques de la institució, càrrec que va mantenir fins al 1822 en què va passar a ser professor de filosofia natural. Finalment, el 1831, va ser nomenat provost (director) del college.
Tot i que només va publicar dos llibres de matemàtiques, A Treatise on Analytical Geometry (1819) An Elementary Treatise of Mechanical Philosophy (1826), va ser un professor brillant i inspirador d'altres professors. Lloyd, reconeixent les grans transformacions de les matemàtiques que s'estaven duent a terme a França, va reformar total ment el curriculum acadèmic d'aquesta disciplina, incorporant els texts dels matemàtics francesos i arraconant definitivament el càlcul de fluxions de Newton.
També va ser un impulsor de la fundació i desenvolupament de l'Observatori de Dunsink, dirigit pel seu col·lega John Brinkley, qui també va col·laborar en la reforma pedagògica duta a terme en el Trinity College (Dublín) a començaments del segle xix.
El seu fill, Humphrey Lloyd, el va succeir en la càtedra de filosofia natural.